# Schloss Milkel

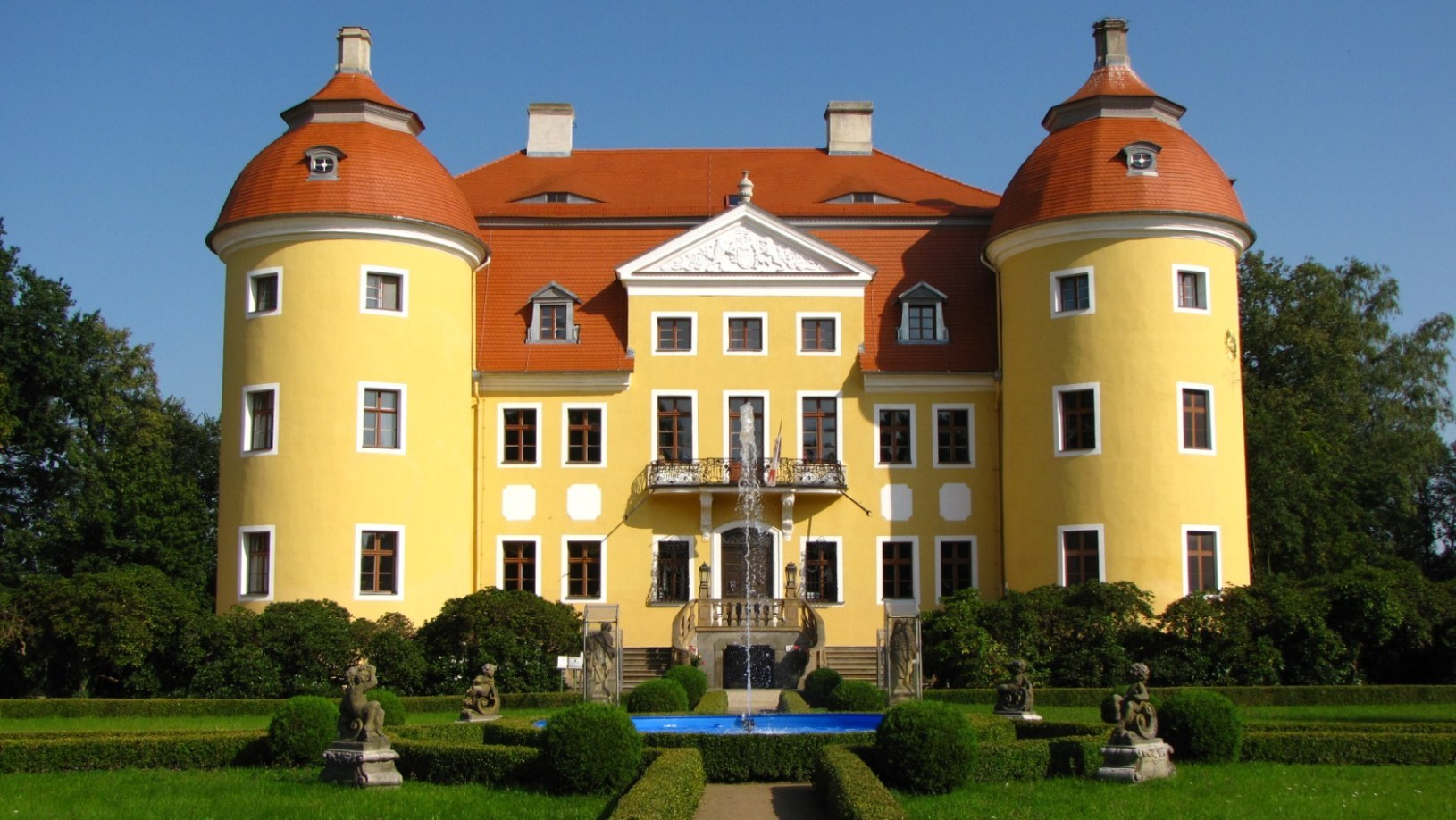
Schloss Milkel im heutigen Zustand

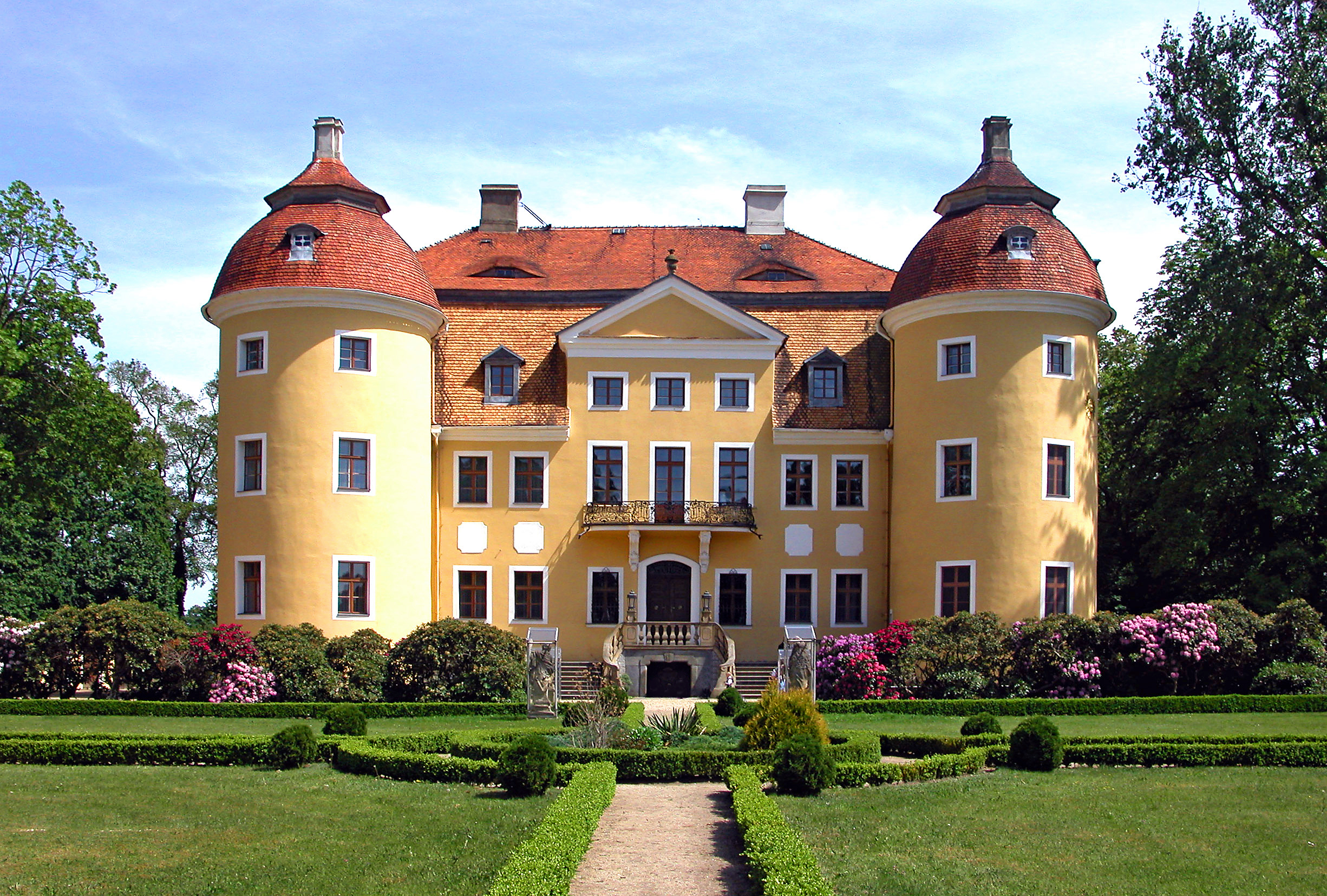
Frontansicht des Hauptgebäudes vor 2010

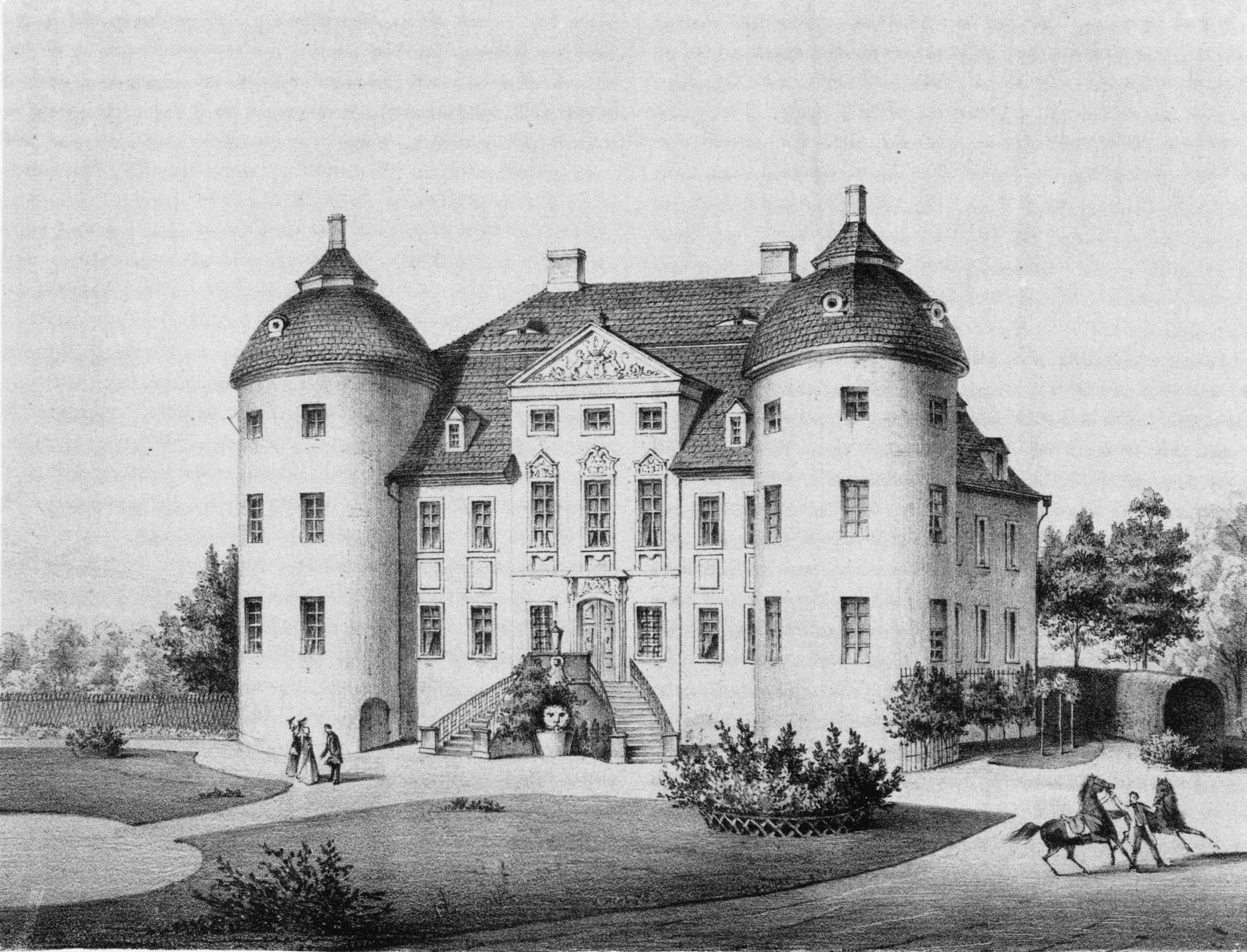
Schloss Milkel um 1850

Das Schloss Milkel (obersorbisch Minakałski hród) steht im gleichnamigen Ort Milkel im sächsischen Landkreis Bautzen und ist ein barockes Landschloss in der Oberlausitz.

## Lage
Die Anlage des Barockschlosses Milkel befindet sich am Nordrand des Dorfes Milkel in der Gemeinde Radibor. Dieses liegt etwa 13 Kilometer nördlich von Bautzen in der Oberlausitzer Heide- und Teichlandschaft.

## Geschichte
Das heute wieder auf vier Seiten von Wasser umgebene Schloss ist auf Eichenpfählen gegründet und wurde vermutlich ab 1302 mit Steinbauten ergänzt. Bereits ab dem 9. Jahrhundert soll hier ein Wehr- und Wohnturm aus Holz gestanden haben. Die Funde der Eichengründung im Jahre 2005, mit Fälldatum 1302, die auch im Schlosshof ausgestellt sind, sind der erste Beweis für die Existenz altdeutscher Wasserburgen auf Eichenpfahlgründung in der Oberlausitz. Vom 14. bis zum 18. Jahrhundert wurde das Schloss durch die jeweiligen Besitzer erweitert. 1719/20 wurde durch die Familie von Ponickau der Nordturm angebaut und die heutige Grundform geschaffen. Da Schloss Moritzburg 1724/25 in die jetzige Form gebracht wurde, liegt es nahe, dass Milkel das Pilotprojekt für Moritzburg war.
Friedrich von Metzradt, bereits 1272 unter den Budissiner Mannen genannt, gründete um 1300 den Herrschaftssitz Milkel. Mit ihm und seiner Familie entstand 1322 die Kirche Milkel. Die Familie Metzradt residierte in Milkel bis 1595. Von 1595 bis 1617 war das die Familie von Löben; von 1617 bis 1640 die Familie von Krahe, 1640 bis 1759 die Familie von Ponickau, 1759 bis 1769 die Grafen von Gersdorf. Die Witwe des sächsischen Ministers Nicolaus Willibald Graf von Gersdorff (1713–1765), Eleonore Henriette geb. von Ponickau (1733–1806), heiratete 1766 in zweiter Ehe den Kabinettsminister Graf Johann Georg von Einsiedel, der 1769 mit Milkel belehnt wurde. Es befand sich dann bis 1908 im Besitz der Grafen Einsiedel auf Reibersdorf. 1908 übernahm die Landbank zu Berlin den Besitz und verkaufte diesen an die Familie von Holnstein, die das Schloss umfangreich sanierte und bis zur Enteignung 1945 bewohnte.
Von 1945 bis 1948 wurde es als Flüchtlingslager genutzt, 1948 bis 1953 bildete der Freie Deutsche Gewerkschaftsbund hier seine Funktionäre in den Grundfragen des Marxismus und Leninismus aus. Von 1953 bis 1993 nutzte die „Zentrale Sorbische Sprachschule“ für die Oberlausitz das Areal. Von 1993 bis 1998 stand das Schloss leer, wurde von 51 Interessenten besichtigt, aber – obwohl es zuletzt für nur 1 DM angeboten wurde – nicht verkauft und aufgrund des hohen Reparaturstaus dem Verfall preisgegeben, bis sich 1998 mit dem Unternehmer Hermann Fuchs ein Käufer fand. Nach 14-jährigen Sanierungsarbeiten sind heute das Schloss, die Kavaliershäuser, der Park und die Begräbnisstätten der Vorbesitzer in einem denkmalwürdigen Zustand.

## Die Anlage
Über der Portaltüre, den Frontfenstern und im Giebelteil des Mittelrisalites befanden sich die Wappen der ehemaligen Besitzer, derer von Zehmen, von Ponickau, von Haugwitz und von Einsiedel.
Die Zeiteinteilung der Sonnenuhr und alle Wappen wurden, weil sie nicht mit der politischen Ideologie vereinbar waren, zu DDR-Zeiten zerstört. Die Sonnenuhr wurde 2008, der Stuckschmuck im Ziergiebel 2010 wiederhergestellt.
Besonders bemerkenswerte Ausstattungen im Inneren sind die Zellengewölbe im Südturm aus der Zeit nach 1400 und die Stuckgestaltung (um 1750) an der Decke des Rokokosaales.

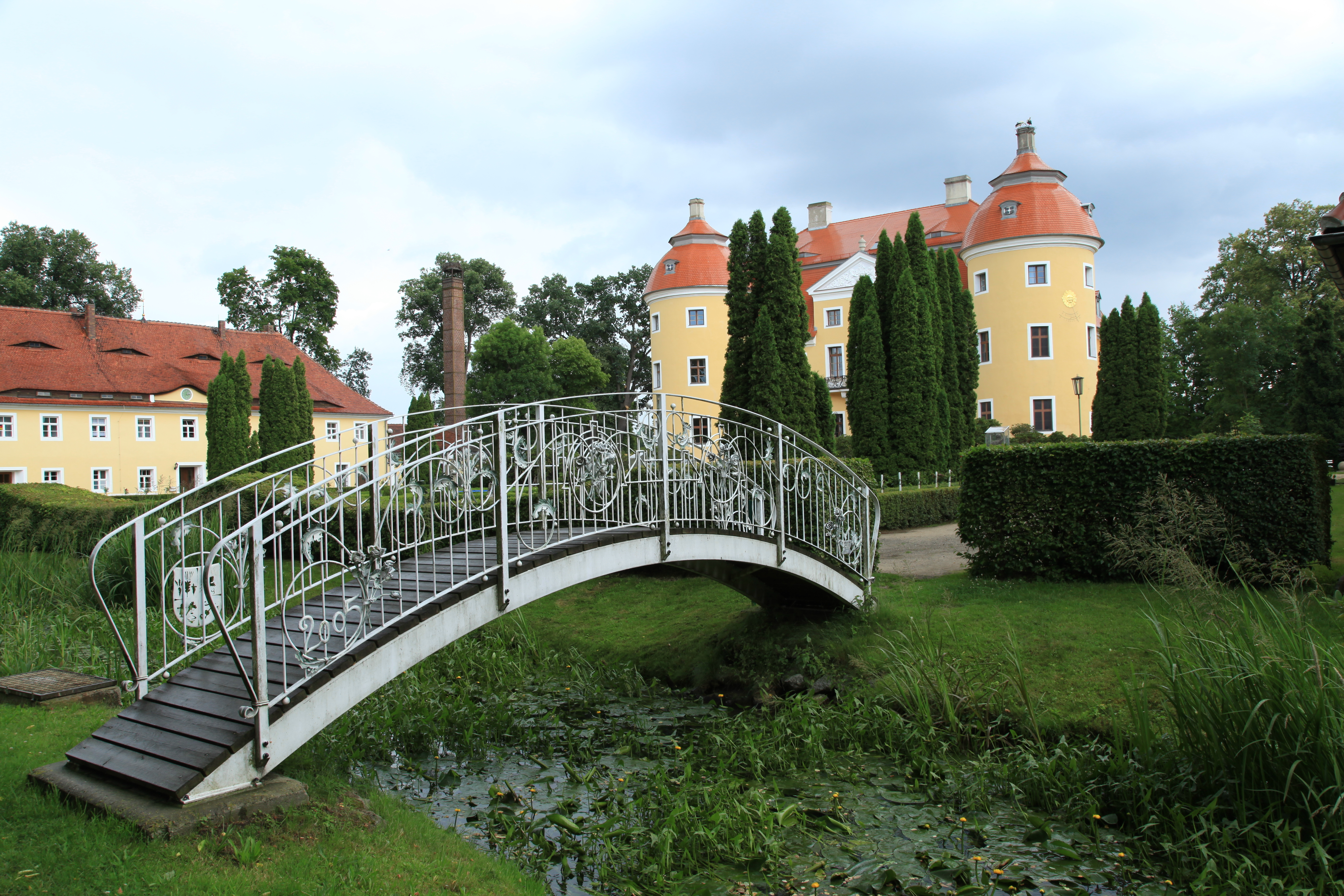
Brücke im Schlosspark

In der Sichtachse nach Westen ist im Parterre der symmetrische, französisch angelegte Parkteil, der mit Sandstein-Skulpturen und weiteren Schmuckelementen ausgestattet ist, zu sehen. Zum größeren, englischen Landschaftspark führen eine Sandsteinbrücke und die 2005 auf altem Grund errichtete Schmiedeeisenbrücke. Die 16 Barock- und Rokokofigurengruppen, die beide Parkanlagen vor 1945 schmückten, wurden durch beauftragte Personen in den 1950er Jahren zerschlagen und verscharrt. Teile hiervon wurden bei Planierungsarbeiten in der Nähe des Ölhäuschens 2004 ausgegraben, gereinigt und im Schloss ausgestellt. Der von vielen Wegen durchzogene englische Landschaftspark weist deutliche Strukturen der Fürst Pücklerschen Parkgestaltung auf. Vom afrikanischen Tulpenbaum über Eschenahorn bis zu den heimischen Stieleichen und Rotbuchen finden sich viele verschiedene Baumarten.

## Nutzung
Das Schloss befindet sich heute in Privatbesitz, die Kavaliershäuser sind vermietet. Der Park steht Besuchern offen.